# Les Pages immortelles de Suétone
Les Pages immortelles de Suétone est un essai de Roger Vailland, paru entre septembre 1962 et janvier 2002. L'ouvrage développe une réflexion sur le pouvoir, à la lumière de la Vie des douze Césars consacrée par l'historien romain Suétone aux douze premiers empereurs de l'Empire romain.

## Présentation
« Enfin, tout acte de la vie devient jeu théâtral. » Cette phrase tirée de cet essai, choisie par Franck Delorieux pour être placée en épigraphe du sien, Roger Vailland libertinage et lutte de classes, est très éclairante sur ce thème central qu'est pour Vailland la notion de jeu, thème que l'on retrouve aussi bien dans le titre qu'il avait trouvé pour la revue surréaliste Le Grand Jeu, que dans son roman Drôle de jeu (repris en 1984 dans l'autobiographie de sa femme Élisabeth Vailland, Drôle de vie).
De prime abord, constate Vailland, le début de cet essai  sur les douze Césars semble assez confus et ennuyeux. Le premier paragraphe se termine par une formule à l'usage des enfers : « Les récits superposés de crimes et de délire aussi fastidieux que les catalogues lubriques du marquis de Sade. » Roger Vailland s'interroge sur l'utilité de tous ces récits de supplices et de meurtres, « je me retourne brusquement, écrit-il, pour vérifier si Suétone n'a pas fait un clin d'œil à un double de lui-même dissimulé derrière mon épaule. »
Dans un article paru en 1990, Le journalisme comme œuvre de fiction, René Ballet cite Roger Vailland qui s'étonne des contradictions de l'historien Suétone, puis finit par comprendre : « Vivant sous la tyrannie du quatorzième César, il s'effraie de dévoiler le mécanisme du pouvoir des douze premiers... Suétone brouille donc les cartes... Suétone « est un redoutable et un merveilleux hypocrite... il révèle, il dévoile, il démasque. »
C'est en fait un malin qui, « sous le masque de l'érudit fait œuvre de véritable historien, sous couvert de l'anecdote dégage les lois du 'césarisme', c'est-à-dire la domination des princes portés au gouvernement par la démocratie mais revêtus d'un pouvoir absolu. »
L'œuvre de Suétone fut beaucoup appréciée à son époque, L'Histoire Auguste s'en inspira et Montesquieu appréciait tout particulièrement sa description de la mort de Néron.

## Contenu et résumé

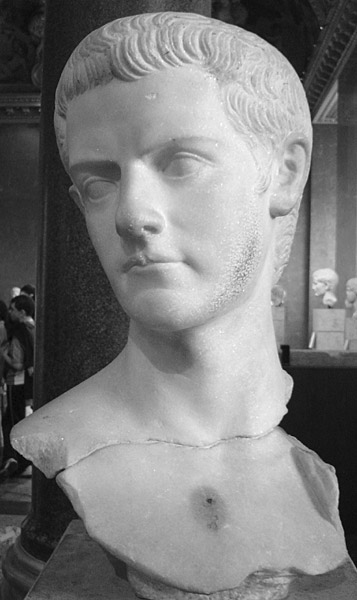
Caligula

Dans son repaire de Meillonnas, ainsi qu'il aimait à l'appeler, au pied des collines du Revermont, Roger Vailland se penche sur les Vies des douze Césars qu'il annote et dont les commentaires lui serviront à rédiger cet ouvrage.
Déjà dans sa prime adolescence, il avait rencontré cet ouvrage, « À douze ans, confie-t-il, je le lisais en cachette. Je n'ignorais rien des jeux terribles et frivoles des derniers fils de la République romaine. » Alors à la lumière des événements qu'il a vécus, la rupture de 1956 avec la déstalinisation, il le relit page par page avec un regard différent, le regard froid de l'analyste qui dissèque son sujet et voit bien le destin de tous les 'césarismes', qu'ils soient romains ou contemporains.
C'est avant tout un essai sur le pouvoir que Vailland nous propose, de le suivre dans les arcanes du destin tragique de l'Empire romain et de ses empereurs, de certains qu'entre eux au moins que le pouvoir rend fous, un pouvoir sans limites pour un autre jeu dans la sublime cruauté du Caligula d'Albert Camus, un autre jeu aussi dangereux que le Drôle de jeu qu'a joué Vailland pendant la Résistance. 
Il nous guide, trace le chemin de ces bolcheviks qu'il a tant chéris et qui se sont contentés de substituer simplement une classe à une autre à la tête de l'État sans aller plus loin et qui, de ce fait, s'étaient condamnés à suivre la voie sanglante des dictatures.

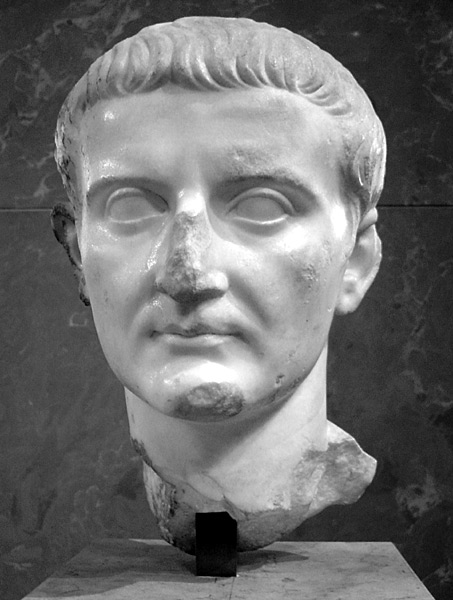
Tibère

Après le traumatisme de 1956 et son retour des pays d'Europe de l'Est, Roger Vailland se pose la question du pouvoir absolu et de la tyrannie qu'il engendre. Juste après ces événements, en 1956, il écrit un essai Éloge du Cardinal de Bernis où il note : « Gobineau parce que royaliste ne pousse pas jusqu'au l'analyse de la contradiction qui fait que le fils de roi ne peut devenir roi, que l'homme de qualité détruit nécessairement sa qualité en assumant le pouvoir suprême. Du Pharaon au Basileus, à l'empereur romain et à l'exemple tout récent qui nous crève le cœur, l'Histoire nous en donne des milliers de preuves : le pouvoir absolu engendre la servilité et la servilité inspire à celui qui détient le pouvoir le mépris de l'homme; la dictature consentie devient tyrannie subie; et le mépris et la servilité ne cessant de s'accroître et de s'exaspérer l'un par l'autre, l'homme de la plus grande qualité devient le plus abominable des tyrans. Telle est l'implacable dialectique du pouvoir non contrôlé. »

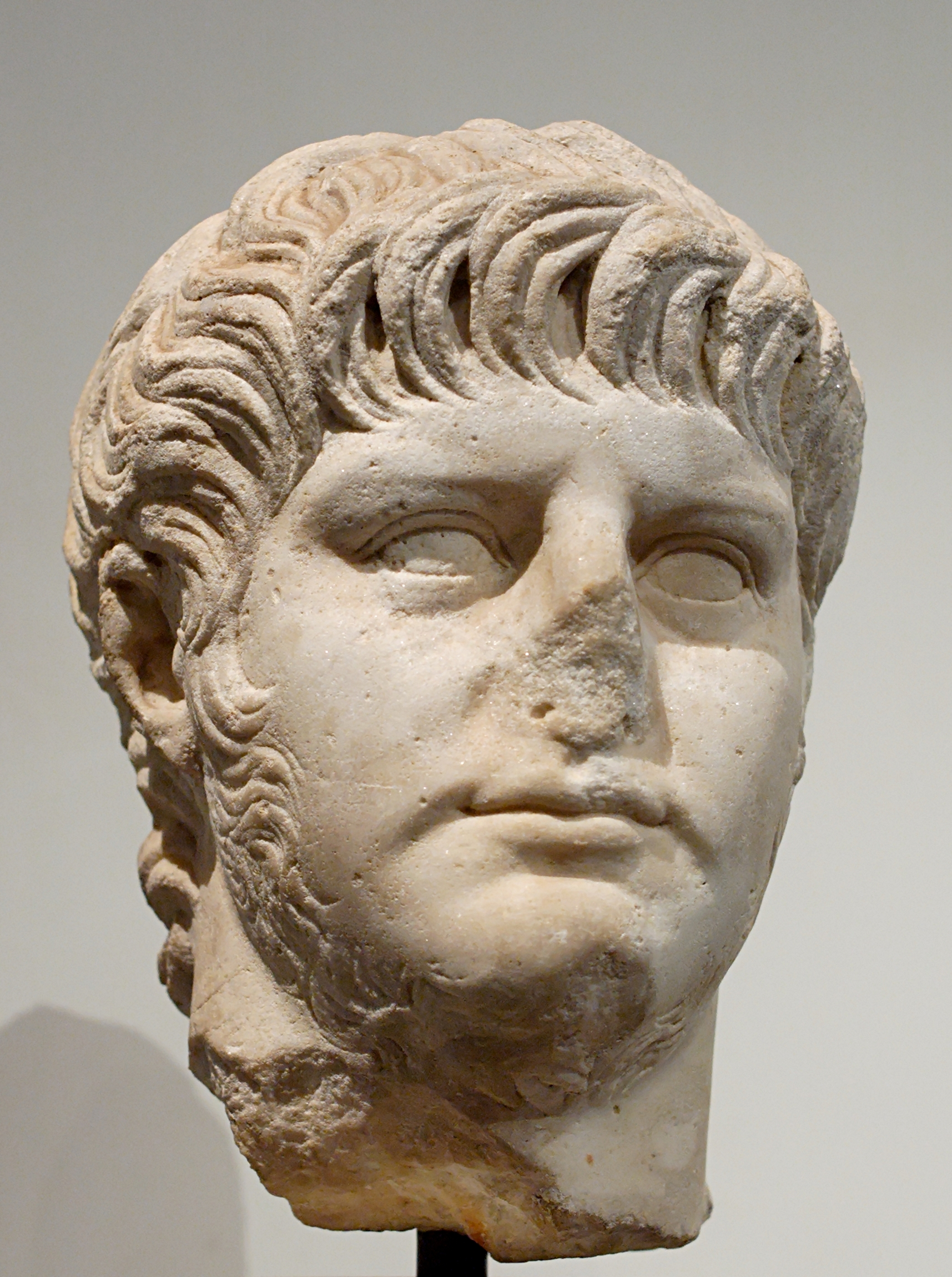
Néron

Si Vailland publie son Suétone en 1962, il le rédige l'année précédente et, selon son biographe Yves Courrière, il l'a commencé en 1959 puis a laissé mûrir sa réflexion pendant l'écriture de La Fête. « J'imagine Suétone, poursuit Vailland, concevant le projet d'écrire non pas le récit anecdotique du règne des 12 premiers Césars, mais une étude historique et critique du phénomène qui met généralement fin aux démocraties : le césarisme. » Cet essai nous dit Vailland, fut écrit en cinq semaines dans une allégresse qu'il croyait à jamais perdue, parlant politique sans mettre en cause le parti communiste.
Sa réflexion à partir des vies des 12 Césars l'amène à penser que « la démence, quand elle est liée à la toute-puissance, inspire la terreur. La toute-puissance quand elle est devenue démente, ne se maintient que par la terreur. » C'est bien Staline qui apparaît derrière le masque des Césars. Il veut en démonter le mécanisme, pense que les répétitions sont pour l'auteur « un mode délibéré d'expression », « la froideur du ton et le fini du dessin » un moyen pour ne pas tomber dans un certain romantisme.
Ainsi, Roger Vailland choisit ce thème hors de toute actualité, comme il l'avait déjà fait pour La Loi où se mélangent le XIXe siècle avec Gobineau et Flaubert et le XVIIIe siècle avec Laclos et Bernis, ici où le XXe siècle de Staline se confond avec l'antiquité de Suétone.